# Buffalo buffalo Buffalo buffalo buffalo buffalo Buffalo buffalo
Pour les articles homonymes, voir Buffalo.
- PN : nom propre (proper noun)
- N : nom commun (noun)
- V : verbe (verb)
- RC : proposition relative (relative clause)
- NP : syntagme nominal (noun phrase)
- VP : syntagme verbal (verb phrase)
- S : phrase (sentence)

Représentation de la phrase sous forme d’arbre syntaxique, où :

« Buffalo buffalo Buffalo buffalo buffalo buffalo Buffalo buffalo » (en français : « Les bisons de Buffalo que des bisons de Buffalo intimident intimident des bisons de Buffalo. ») est une phrase anglaise, grammaticalement correcte, utilisée pour illustrer la façon dont les homonymes et les homophones peuvent se combiner pour former des constructions linguistiques complexes.
La phrase a été introduite dans la littérature en 1967 par Dmitri Borgmann (en) dans le livre Beyond Language: Adventures in Word and Thought. Elle a été plus tard employée par William J. Rapaport (en), professeur associé à l'université de Buffalo, à ses activités pédagogiques. La phrase a été mise en avant dans le livre The Language Instinct (1994) de Steven Pinker.

## Construction de la phrase
Cette phrase utilise trois homonymes de « buffalo » :
- Buffalo, une ville de l'État de New York aux États-Unis ;
- buffalo, nom commun désignant les buffles ou les bisons ;
- to buffalo, verbe qui signifie « intimider ».

## Fish fish fish eat eat eat
La construction de « Fish fish fish eat eat eat » est proche. Elle est basée sur l'omission permise de that.
- Fish eat : les poissons mangent
- Fish (that) fish eat... : Groupe nominal Les poissons mangés par les poissons (Les poissons qui peuvent être mangés par d'autres poissons)
- Fish (that) fish eat ... eat : Les poissons que les poissons mangent... mangent
- Fish (that) fish (that) fish eat eat eat : « Les poissons que les poissons que les poissons mangent mangent mangent ».
- Variante : « Les poissons mangés par les poissons mangés par les poissons sont mangés » (ou ont mangé, etc.).
- Si les poissons pêchaient (to fish) on aurait : Fish fish fish fish fish fish (« les poissons que les poissons que les poissons pêchent pêchent pêchent »).

## Phrase similaire en allemand
En allemand, les phrases « Wenn hinter Robben Robben robben, robben Robben Robben hinterher. » et « Wenn hinter Fliegen Fliegen fliegen, fliegen Fliegen Fliegen nach. » fonctionnent parce que le mot Robben signifie « phoques » et robben « rampent » tandis que Fliegen signifie « mouches » et fliegen « volent ».
Les phrases peuvent se traduire ainsi :
- « Quand des phoques rampent derrière des phoques, des phoques rampent derrière des phoques. »
- « Quand des mouches volent derrière des mouches, des mouches volent derrière des mouches. »

## Phrase similaire en français
En français, la phrase « Si ton tonton thon tond ton tonton thon, ton tonton thon sera tondu » est comparable, ainsi que la phrase : « Si six scies scient six cyprès, six cent six scies scient six cent six cyprès ».